# Tragopa perforata
Tragopa perforata är en insektsart som beskrevs av Richter. Tragopa perforata ingår i släktet Tragopa och familjen hornstritar. Inga underarter finns listade i Catalogue of Life.